# Château de Vizovice
Le château de Vizovice est un château du XVIIIe siècle, situé dans la ville de Vizovice, dans la région de Zlín, en République tchèque.
Il est construit dans le style baroque avec des éléments de classicisme français sur le site de l'ancien couvent de Smilheim. Le château a été construit d'après les plans de l'architecte Franz Anton Grimm (de).

## Source
- (de) Cet article est partiellement ou en totalité issu de l’article de Wikipédia en allemand intitulé « Schloss Vizovice » (voir la liste des auteurs).